# Homem de Pedra
Homem de Pedra é o décimo álbum de estúdio do conjunto musical brasileiro Trio Parada Dura, lançado em 1978 pela gravadora Chororó Discos. Foi o último disco do trio lançado por este selo, antes de irem para a Copacabana no mesmo ano.

## Faixas
1. "Homem de Pedra" - 2:22 (Correto/Creone)
2. "A Vida É Feita Com Amor" - 3:10 (Juquinha/Mangabinha)
3. "Pai Tomé" - 3:15 (Creone/Antonia de Quadros Ribeiro)
4. "Mato Grosso Está de Luto" - 2:35 (Zé Maria/Mangabinha)
5. "Lágrimas Sublime" - 2:33 (Correto/Barrerito)
6. "Rei da Engenharia" - 3:13 (Armando Augusto Moreno/Mangabinha)
7. "Rico Pobre" - 2:53 (Waldemar de Freitas Assunção)
8. "No Alto da Colina" - 2:50 (Praião 2°/Creone)
9. "Seu Passado" - 2:31 (Correto/Barrerito)
10. "Revelação" - 2:05 (Corrente/Parajara/José Homero)
11. "Tempos que Não Voltam" - 2:50 (Cici Barreto/Barrerito)
12. "Amor em Segredo" - 3:50 (Claudionor Silveira/Nicanor)